# Hypocrea hunua
Hypocrea hunua är en svampart som beskrevs av Dingley 1952. Hypocrea hunua ingår i släktet svampdynor och familjen Hypocreaceae.   Inga underarter finns listade i Catalogue of Life.